# ويليام أستلي
ويليام أستلي (بالإنجليزية: William Astley)‏ هو صحفي أسترالي، ولد في 13 أغسطس 1855 في ليفربول في المملكة المتحدة، وتوفي في 5 أكتوبر 1911 في Artarmon ‏ في أستراليا.